# スノウピー
『スノウピー』は、山田有による日本のライトノベル。イラストは狐印が担当している。富士見ファンタジア文庫（富士見書房）より2010年3月から2011年6月まで刊行された。第1回ネクスト ファンタジア大賞銀賞受賞作。

## あらすじ
少女・スノウピー、誤解されやすい僕、怒ってばかりの可香谷ユリの3人が紡ぐ日々を描いている。

## 登場人物
僕
本作の主人公。迷い込んだ先の世界でスノウピーに出会う。やや鈍感でずれたところがある。

スノウピー
小学生以上、高校生未満くらいに見える女の子。スノウピーとは名前ではなく、人間が自分たちを人間だというようなもの。

可香谷ユリ
僕のクラスメイト。真面目で、好意を素直に出せないが、積極的に僕にアタックをかけている。

花森スガモ
僕のクラスメイト。クラスの人気者で、気配り屋で、権力者。可愛いだけじゃなく性格が図太く、実はちやほやされるのが好き。

葛西ヒノリカ
僕のクラスメイト。気が強そうに見えて愛嬌がある。ベラという攻撃的精神の集積体を使役している。

フローン
無垢な幼女に見えて、高次元的存在。エキゾチック物質を探している。

樹林
僕のクラスメイト。僕にとってクラスで一番仲のいい存在。超常現象愛好家。

## 既刊一覧
- 山田有（著）・狐印（イラスト）、富士見書房〈富士見ファンタジア文庫〉、全3巻
  - 『スノウピー1 スノウピー、見つめる』、2010年3月20日発売[2]、ISBN 978-4-8291-3509-9
  - 『スノウピー2 スノウピー、憤慨する』、2010年9月18日発売[3]、ISBN 978-4-8291-3570-9
  - 『スノウピー3 スノウピー、恋愛する』、2011年6月18日発売[4]、ISBN 978-4-8291-3656-0